# علي حيدر (سياسي)
علي حيدر هو طبيب عيون وجراحتها وسياسي سوري، ولد في 1962 في حماة في سوريا. حزبياً، نشط وهو رئيس الحزب السوري القومي الاجتماعي. وقد انتخب عضو مجلس الشعب السوري.وزير الدولة لشؤون المصالحة الوطنية علي حيدر خريج جامعة دمشق 1994م